# Doppio colpo (film)
Doppio colpo (The Ransom) è un film del 1977 diretto da Richard Compton. 
Lungometraggio del sottogenere cinematografico redsploitation.

## Trama
In una cittadina degli Stati Uniti, arriva Victor un indiano, abile tiratore con una balestra ad alta potenza, che uccide due poliziotti e minaccia di uccidere l’uomo più ricco del luogo se non gli verrà pagato un cospicuo riscatto.

## Produzione
Il film è stato prevalentemente girato in Arizona.

## Distribuzione
Il lungometraggio fu distribuito negli Stati Uniti nel 1977 mentre in Italia fu distribuito nel 1978